# Juliette Usach

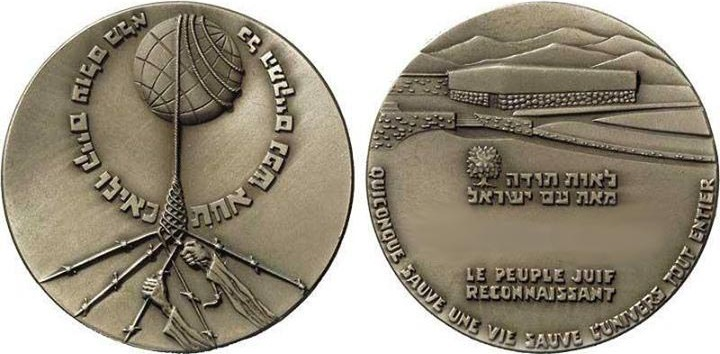
Médaille de Juste parmi les nations.

Juliette Usach (1899-1984) est médecin en Espagne puis éducatrice en France, où elle dirige la maison d'accueil « la Guespy » au Chambon-sur-Lignon pendant la Seconde Guerre mondiale. Elle est reconnue « Juste parmi les nations », pour avoir accueilli et protégé de nombreux enfants juifs, dont Alexandre Grothendieck, Rudy Appel, Lily Braun, Joseph Atlas.

## Biographie

### Médecin espagnole, réfugiée
Juliette Usach est née en 1899 en Espagne. Son père est pasteur, en Catalogne. Elle effectue des études médicales, et devient docteur en médecine. Elle arrive en France en 1938, à Pau, comme réfugiée de la guerre civile espagnole et arrive sur le plateau du Chambon-sur-Lignon en 1939, avec son père et sa sœur.

### Directrice de pouponnière
Elle est appelée en 1939 à diriger une pouponnière créée au Chambon-sur-Lignon pour accueillir les enfants des expatriés espagnols. La pouponnière devient rapidement un orphelinat. Elle accepte cet emploi par dévouement, ne recevant en guise de rémunération que la nourriture et les frais d'entretien.
Pendant la Seconde Guerre mondiale, l'accueil massif des Juifs au Chambon impose d'augmenter les structures d'accueil. Le pasteur André Trocmé et Auguste Bohny, directeur du Secours suisse, font reprendre cet établissement en mai 1941 par la Croix-Rouge, pour accueillir les jeunes Juifs.

### Accueil des jeunes Juifs
Juliette Usach dirige la maison, réaménagée, rebaptisée « la Guespy », qui ouvre sous ce nom le 14 mai 1941, un peu écartée du village. Elle a ainsi la responsabilité de la première maison du Secours suisse ouverte sur le Plateau. Elle accueille de 25 à 30 jeunes, presque tous juifs, et âgés de six à dix-huit ans.
Originaires de différents pays, surtout d'Allemagne et d'Europe de l'Est, les jeunes sont amenés par Madeleine Dreyfus et l'Œuvre de secours aux enfants (Ose) qui les fait sortir des camps où ils sont internés, notamment du camp de Gurs, pour les amener dans des lieux sûrs comme la Guespy,,. Y trouvent ainsi refuge notamment Alexandre Grothendieck, Elizabeth Kaufmann, Rudy Appel, Lily Braun, Joseph et Victor Atlas, Jean Rachmann, Manfred Goldberger, Hanne Hirsch.
Les jeunes peuvent reprendre leurs études. Ceux qui connaissent suffisamment le français vont au Collège Cévenol, les autres vont à l'école primaire ou au cours complémentaire de Roger Darcissac. En 1942, ils sont six à aller au collège, et quatorze à l'école publique ; un surveillant assiste Juliette Usach et fait travailler les jeunes, les résultats scolaires sont très bons.
Ils vivent à la Guespy dans le climat de grande tolérance que Juliette Usach y fait régner, avec huit nationalités et quatre religions différentes. Un décompte précis dénombre, pour vingt enfant, treize garçons et sept filles ; neuf sont français, et onze d'Europe centrale au sens large, dont six jeunes Juifs sortis du camp de Gurs.
Profondément chrétienne, de confession protestante, Juliette Usach imprime un véritable climat religieux à la Guespy, mais empreint de tolérance religieuse et de participation collective : les jeunes peuvent célébrer les fêtes juives, notamment la fête des lumières, Hanouka ; à cette occasion, Juliette Usach joue au piano le chant rituel Maoz Tsur, et elle encourage le jeune Rudy Appel qui organise le rituel, les enfants allumant les bougies tous les soirs des huit jours de cette fête.
Juliette Usach est consciente des risques encourus, malgré les faux papiers de ses protégés. Le 25 août 1942, une rafle a lieu contre la Guespy et d'autres maisons, sans conséquence pour les enfants de la Guespy, grâce à Auguste Bohny, le directeur du Secours suisse, qui refuse l'accès aux gendarmes, leur affirmant que les enfants sont sous la protection du gouvernement suisse, et les menaçant d'un incident diplomatique.
Elle porte de petites lunettes, est brune, les cheveux séparés au milieu par une raie et ramenés en arrière dans un petit chignon. Elle a une jambe plus courte que l'autre, et boite.
La plupart de ses anciens protégés témoignent de sa gentillesse et de son dévouement, comme du climat de tolérance religieuse qu'elle a instauré ; mais les filles la décrivent très stricte, les tenant de très près, et préférant les garçons plutôt que les filles.

### Après la guerre
Après la guerre, Juliette Usach reste au Chambon, et y reprend une librairie, qu'elle gère de 1950 à 1964. Elle part ensuite à Lyon, où elle rejoint l'armée du Salut. Elle meurt le 17 octobre 1984, à la fondation Rollin, maison de retraite protestante d’Anduze.
L'institut Yad Vashem lui décerne le titre de Juste parmi les nations à titre posthume le 18 avril 1989.